# Drago-elv
A Drago-elv Luis María Drago argentin külügyminiszter által 1902-ben megfogalmazott elv, amely a Monroe-elvhez kapcsolódóan azt mondta ki, hogy egyetlen idegen hatalom - beleértve az Amerikai Egyesült Államokat - sem alkalmazhat erőszakot Latin-Amerika államai ellen tartozások megfizettettése érdekében. Az elv Carlos Calvo Derecho internacional teórico y práctico de Europa y América című munkájában kifejtett elveken alapul. Calvo azt javasolta, hogy a beavatkozás mindaddig tilalmazott legyen, amíg az összes helyi lehetőséget ki nem merítették.

## Története
1902-ben a Drago-elv megfogalmazása válasz volt a Nagy-Britannia, Németország és Olaszország által alkalmazott blokádra, amit ezek az országok Venezuela ellen alkalmaznak annak adósságai miatt.
1907-ben a Drago-elv módosított változatát fogadták el a Drago–Porter egyezményben Hágában.